# Muerte de Muhammad al-Durrah
La muerte de Muhammad al-Durrah tuvo lugar en la Franja de Gaza el 30 de septiembre de 2000, en el segundo día de la Segunda Intifada, en medio de disturbios generalizados en todos los territorios palestinos. Jamal al-Durrah y su hijo de doce años, Muhammad, fueron filmados por Talal Abu Rahma, un camarógrafo palestino trabajando por cuenta propia para el canal público de televisión francés France 2, mientras buscaban refugio detrás de un cilindro de hormigón tras haber quedado atrapados en el fuego cruzado entre los solados israelíes y las fuerzas de seguridad palestinas. El video, que dura poco más de un minuto, muestra al par tomados el uno al otro, el niño llorando y el padre agitando las manos; luego, una ráfaga de disparos y polvo, después de lo cual el niño es visto desplomado sobre las piernas de su padre.
Cincuenta y nueve segundos de las imágenes fueron difundidos en Francia, con una voz en off de Charles Enderlin, el jefe de la oficina de France 2 en Israel, quien no presenció el incidente y dijo a los espectadores que los al-Durrah habían sido el «blanco del fuego desde las posiciones israelíes» y que el niño había muerto. Tras un emotivo funeral público, Muhammad fue aclamado en todo el mundo árabe y musulmán como un mártir palestino; calles y parques fueron nombrados en su honor y estampillas fueron impresas con su imagen.
Las Fuerzas de Defensa de Israel (FDI) aceptaron su responsabilidad en un inicio al sostener que presuntamente los disparos habían provenido de sus soldados, una posición que fue formalmente retirada en septiembre de 2007. En los meses y años que siguieron al incidente, varios comentaristas cuestionaron la exactitud del informe de France 2. Una controvertida investigación de las FDI de octubre de 2000 concluyó que las Fuerzas de Defensa probablemente no habían disparado a los al-Durrah; según esta versión, era más posible que el niño hubiera sido muerto por fuego palestino. No obstante, esta investigación ha sido calificada como dudosa e incluso sesgada por el general israelí S. Mofaz, quien declaró que era una investigación personal y no una oficial.
Tres periodistas franceses experimentados que vieron las imágenes sin editar en 2004 dijeron que no estaba claro, a partir de las imágenes, que el niño hubiera muerto y que France 2 cortó unos cuantos segundos finales en donde se puede ver claramente al niño moverse El editor de noticias de France 2, Arlette Chabot, afirmó en 2005 que nadie podía afirmar a ciencia cierta quién hizo los disparos; sin embargo, otros comentaristas, incluido el director de la oficina de prensa del Gobierno de Israel, fueron más allá, al sostener que la escena había sido montada por manifestantes palestinos. Philippe Karsenty, un analista francés de medios de comunicación, fue demandado por difamación por France 2 por sugerir esto; un fallo en su contra fue anulado por el Tribunal de Apelación de París en mayo de 2008, una decisión que France 2 ha apelado.
El video pronto adquirió lo que un escritor ha denominado el poder icónico de una bandera de lucha. Para los palestinos, confirmó su punto de vista de la naturaleza aparentemente ilimitada de brutalidad de Israel hacia ellos; mientras que, para los israelíes, la disposición del mundo a creer que habían matado al niño era una versión moderna del libelo de sangre, la antigua asociación antisemita de los judíos con el sacrificio infantil. La escena ha sido evocada en otras muertes: fue señalada como la culpable del linchamiento en octubre de 2000 de dos reservistas del Ejército israelí en Ramala y fue vista como trasfondo cuando Daniel Pearl, un periodista judío-estadounidense, fue decapitado por al Qaeda en 2002. James Fallows señaló que nunca surgirá una versión de la verdad acerca de las imágenes que todas las partes consideren creíble. Charles Enderlin la ha llamado un prisma cultural, puesto que sus espectadores ven lo que quieren ver.

## Familia al-Durrah

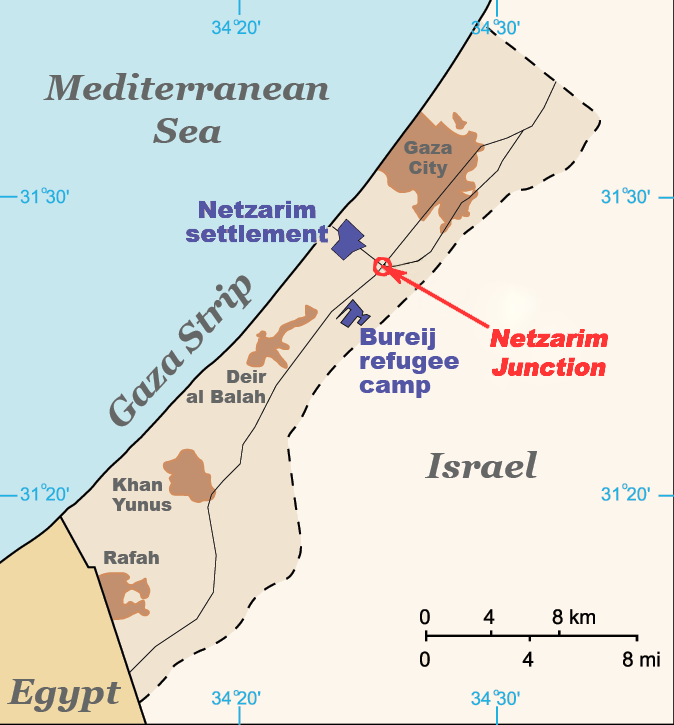
El campo de refugiados Bureij, el asentamiento Netzarim y el cruce entre ambos.

Jamal (n. circa 1966) vivía con su esposa Amal y sus siete hijos en el campo de refugiados de Bureij, dirigido por la UNRWA en la Franja de Gaza. Jamal fue un carpintero y pintor que había trabajado para Moshe Tamam, un contratista israelí, por veinte años. La escritora israelí Helen Schary Motro llegó a conocerlo cuando lo empleó para ayudar a construir su casa. En 2000, ella escribió sobre sus años en que debía levantarse a las 3:30 a. m. para tomar el autobús para cruzar la frontera a las cuatro; a continuación, un segundo autobús fuera de Gaza para poder estar en el trabajo a las seis. La frontera estaba cerrada el día del incidente debido a los disturbios; por ese motivo, Jamal no estaba en el trabajo. Muhammad (n. 1988) estaba en el quinto año, pero su escuela estaba cerrada ese día debido a las protestas. Su madre dijo que él había estado viendo los disturbios por televisión y le preguntó si podía unirse. En su lugar, padre e hijo decidieron ir a una subasta de automóviles, según una entrevista transmitida que Jamal dio a Abu Rahma en el hospital el día después del tiroteo.

## Cruce Netzarim
El cruce Netzarim, una intersección en ángulo recto de dos calles conocida localmente como el cruce de al-Shohada (los mártires) por los palestinos que murieron allí en los enfrentamientos con soldados israelíes, se encuentra a pocos kilómetros al sur de la ciudad de Gaza (en 31°27′54″N 34°25′36″E / 31.465129, 34.426689). Un puesto de avanzada israelí, Magen-3, era mantenido allí para vigilar la entrada al asentamiento cercano de Netzarim, donde —hasta la retirada de Israel en 2005— vivían 60 familias israelíes; se podía entrar y salir del asentamiento único con un convoy militar. Magen-3 se encuentra en el cuadrante inferior derecho/norte al lado de un almacén abandonado y dos edificios de seis pisos conocidos como los "gemelos". El día del incidente, —Rosh Hashaná, el Año Nuevo judío— estaba ocupado por 18 soldados israelíes del pelotón de ingeniería de la Brigada Guivati y el batallón Herev.

Diagrama del incidente basado en la declaración jurada del camarógrafo de France 2 al Centro Palestino de Derechos Humanos.

Diagonalmente a través de la posición de las FDI, en el cuadrante superior izquierdo, había un edificio pequeño que albergaba un puesto de policía palestina bajo el mando del brigadier general Osama al-Ali, miembro del Consejo nacional palestino. En frente, había una acera a lo largo de la cual corría un muro de hormigón. Esta fue la pared donde se agazaparon Jamal y Muhammad. La parte superior derecha e inferior izquierda de la encrucijada consistía en terrenos baldíos. Según varios comentaristas —como James Fallows en The Atlantic en 2003 y un diagrama preparado en 2008 por un experto en balística—, el cuadrante inferior izquierdo contenía una berma circular de tierra, conocida localmente como la "pita", debido a que tenía la forma de un pan pita. Fallows escribe que un grupo de policías uniformados palestinos estaba parado sobre la "pita", armado con rifles automáticos.

### Agencias de noticias y protestantes
Abu Rahma dijo que protestantes palestinos se habían reunido desde las siete de la mañana el 30 de septiembre, lanzando piedras y cocteles molotov, y que las Fuerzas de Defensa de Israel habían respondido con balas de goma y gas lacrimógeno. Varios camarógrafos se encontraban allí, incluyendo uno de Reuters y de Associated Press: ambos capturaron por momentos imágenes de los al-Durrah; pero el minuto crítico fue capturado solamente por Abu Rahma.
James Fallows escribió que el metraje (video sin edita) de estos camarógrafos mostraban escenas con varios cientos de protestantes. Se ven grupos de jóvenes caminando, bromeando, sentándose y fumando. Otras escenas los muestran gritando y lanzando piedras y cocteles molotov. Algunos corrían agitando la bandera palestina y tratando de derribar una bandera israelí. Varios tenían pistolas y rifles, al igual que los policías palestinos, y ocasionalmente sonaban disparos. En algunas escenas, los protestantes buscaban cubrirse, mientras que otros continuaban hablando y fumando a pocos metros de distancia. Un protestante aparece cayendo y agarrándose la pierna como si hubiera recibido un tiro; una ambulancia aparece inmediatamente para recogerlo. Fallows escribió que un camarógrafo filmó a un hombre que era cargado a una ambulancia, mientras que imágenes de otro camarógrafos muestra al mismo hombre saltando de la ambulancia unos minutos después. Varias escenas mostraban humo saliendo de los fusiles M16 apuntados a través de las rendidas del puesto de las FDI. Según voceros israelíes, los solados tenían órdenes de disparar solo si los palestinos les dispararan y no en respuesta a piedras u otros objetos lanzados hacia ellos. No existe una relación evidente entre ninguna de las escenas que, según Fallows, solo conseguía coherencia narrativa una vez editado junto para un informe de prensa.
Varios comentaristas coinciden en que hubo al menos algo de actuación ese día. Denis Jeambar, director de L'Express, y Daniel Leconte, un antiguo corresponsal de France 2, que fueron invitados por France 2 para ver los videos sin editar en 2004, sostuvieron que un funcionario del canal les había dicho: «Ustedes saben que siempre es así» Enderlin respondió que solo porque las escenas son representadas para la cámara no significa que no sean también reales.

## Informe del ataque
Tras salir de la subasta, Jamal y Muhammad tomaron un taxi a casa. Llegaron al cruce Netzarim alrededor del mediodía, según la revista Time, aunque tal cronología ha sido discutida. Abu Rahma afirmó que el «tiroteo intenso» comenzó en torno al mediodía y, por ese momento, su atención se dirigió a Jamal y Muhammad debido a la presencia de Shams Oudeh, un camarógrafo de Reuters que buscó refugio brevemente con ellos detrás del cilindro de hormigón. Fallows escribió que Jamal y Muhammad aparecieron por primera vez en el metraje alrededor de las 3 p. m. (GMT+3) y el informe de Enderlin afirma que el tiroteo tuvo lugar a las 3 p. m.. Las discrepancias no han sido resueltas.
Cuando vio a los manifestantes, el conductor del taxi presuntamente se negó a avanzar más o fue detenido por un policía. Cuando Jamal y Muhammad estaban por cruzar a pie la intersección, palestinos comenzaron a disparar a los soldados israelíes y estos respondieron con más disparos. Padre e hijo esperaron hasta que terminó el tiroteo y, entonces, cruzaron la calle. El tiroteo se inició nuevamente y Jamal, Muhammad y Oudeh, el camarógrafo de Reuters, se agazaparon contra la pared de hormigón en el cuadrante superior izquierdo/sureste del cruce, diagonalmente al otro lado del puesto israelí. Emplearon como refugio un cilindro de hormigón de 0,91 metros de alto que se encontraba apoyado sobre la pared. Una gran piedra ubicada en la parte superior del cilindro les ofrecía mayor protección. Más tarde, el camarógrafo de Reuters salió de allí y Jamal y Muhammad quedaron solos en el lugar.

### El tiroteo y los informes de France 2
Abu Rahma fue el único camarógrafo en registrar el incidente. En una declaración jurada del 3 de octubre de 2000 afirmó que había filmado 27 minutos del incidente que dijo había durado 45 minutos. Alrededor de 64 segundos de su metraje se centra en Jamal y Muhammad. La cinta fue editada para ser transmitida a 59 segundos de la escena con los al-Durrah; Enderlin, entonces, añadió una voz en off. El metraje muestra a Jamal y a Muhammad agazapados detrás del cilindro: el niño gritaba y el padre lo protegía. Jamal es visto agitando la mano hacia la posición israelí y parece que grita algo en la dirección del camarógrafo. Hubo una metralla y la cámara sale de foco. Cuando el tiroteo amainó, el metraje muestra a Jamal sentado en posición vertical, al parecer herido, y Muhammad recostado sobre sus piernas. Este fue el último cuadro de los al-Durrah que fue transmitido por France 2. En el metraje poco después de esta escena, el niño es visto moviendo el brazo. Más tarde, Enderlin dijo que cortó esa escena para preservar la audiencia, porque el niño estaba agonizando. Los críticos sostienen que el niño estaba mirando a la cámara.
Se llamó a ambulancias, pero estas fueron retrasadas por los disparos. Se informó que Bassam al-Bilbeisi, el conductor de la primera ambulancia en llegar, había sido asesinado a tiros, al igual que un conductor palestino de un jeep. Abu Rahma dijo que Muhammad yació sangrando por lo menos por 17 minutos antes de que una ambulancia pudiera recogerlo, aunque ningún video fue grabado en ese momento. El niño y su padre fueron finalmente trasladados al Hospital Al-Shifa en la ciudad de Gaza. Talal Abu Rahma telefoneó al hospital, donde le dijeron que habían recibido tres cuerpos: el de un conductor de un jeep, un conductor de una ambulancia y un niño, que fue inicialmente llamado Rami Al-Durrah. Persiste alguna confusión sobre la secuencia de los eventos.
Los 59 segundos de metraje fueron transmitidos por primera vez en el noticiario de France 2 a las 8:00 p. m. hora local (GMT+2), después del cual France 2 distribuyó varios minutos de video sin editar a todo el mundo sin cargo alguno. La voz en off de Enderlin dijo:

1500 horas, todo lo que acaba de estallar cerca del asentamiento de Netzarim, en la Franja de Gaza. Los palestinos han disparado balas reales, los israelíes están respondiendo. Técnicos de emergencias médicas, periodistas, transeúntes se ven atrapados en el fuego cruzado. En este caso, Jamal y su hijo Mohamed son el blanco de fuego de las posiciones israelíes. Mohamed tiene doce años, su padre está tratando de protegerlo. Él está haciendo señas ... Otra ráfaga de fuego. Mohamed está muerto y su padre gravemente herido. Un policía palestino y un conductor de ambulancias también han perdido sus vidas en el curso de esta batalla.